# Konstantín Fedin
Konstantín Aleksàndrovitx Fedin (rus: Константи́н Алекса́ндрович Фе́дин,  kənstɐnʲˈtʲin ɐlʲɪˈksandrəvʲɪtɕ ˈfʲedʲɪn (?·pàg.); 24 de febrer [C.J. 12 de febrer] de 1892 – 15 de juliol de 1977) fou un escriptor i periodista soviètic i rus, corresponsal especial. Primer secretari (1959-1971) i president del Consell (1971-1977) de la Unió d'Escriptors Soviètics. Membre de l'Acadèmia de Ciències de l'URSS i de l'Acadèmia de les Arts de l'RDA (1958). Heroi del Treball Socialista (1967).

## Biografia
Konstantín Fedin va néixer a Saràtov a la família de l'amo d'una botiga de papereria. El 1911, per insistència dels pares, va entrar a l'Institut Comercial de Moscou.
La seva primera publicació, un conte titulat Les cosetes (rus: Мелочи, Mélotxi), va tenir lloc el 1913, al setmanari humorístic Novi Satirikon fundat per l'antic consell editorial de Strekozà. A la primavera de 1914, en acabar el tercer any d'estudis, se'n va anar a Alemanya per tal de perfeccionar el seu alemany. Mentre estava allà, va començar la Primera Guerra Mundial. Fins al 1918, va romandre a Alemanya com a presoner civil, treballant com a actor en els teatres municipals de Zittau i Görlitz. En tornar a Moscou al setembre de 1918, va treballar al Narkompros (ministeri d'educació de la Rússia soviètica). El 1919 viu a Sízran (avui a l'óblast de Samara) i treballa com a secretari del comitè executiu municipal, edita el diari Sízranski Kommunard i la revista Ótkliki. A l'octubre de 1919 és mobilitzat i enviat a Petrograd, en la divisió especial de la secció de propaganda política de cavalleria Baixkíria, on hi treballa abans de ser transferit a la redacció del diari del 7è Exèrcit. En aquest moment es va convertir en membre del Partit Comunista i va col·laborar amb el diari Petrogràdskaia Pravda.
El 1921 es va incorporar al grup literari dels Germans Serapion. També va ser nomenat secretari, abans de convertir-se en membre del consell de redacció de la revista mensual Kniga i revolútsia ("Llibre i revolució"), dirigida llavors per Mikhaïl Lemke. El mateix any, Fedin va deixar el Partit Comunista, explicant-ho per la necessitat de dedicar totes les seves forces a l'escriptura. És successivament secretari del consell editorial de les edicions de l'Estat a Petrograd (1921-1922); membre de la junta directiva de la cooperativa d'escriptors Krug i de l'editorial cooperativa Krug (1923-1929); secretari executiu de la revista Zvezdà (1924-1926); president del consell d'administració de la casa editorial dels escriptors de Leningrad (1928-1934). A la dècada del 1920, Fedin va escriure les històries Anna Timofevna (rus: Анна Тимофевна; 1921-1922), Crònica de Narovtxat (rus: Наровчатская хроника, Narovtxàtskaia khrónika; 1924-1925), Els mugics (rus: Мужики, Mujikí; 1926), Transvaal (rus: Трансвааль; 1925-1926), El vell (rus: Старик, Starik; 1928–1929), i una sèrie de contes. Per el conte El jardí (rus: Сад, Sad; 1921), Fedin va rebre el primer premi del concurs de la "Casa dels literats" a Petrograd.
Participa en la redacció de la novel·la col·lectiva Els grans incendis (rus: Большие пожары, Bolxie pojari), publicada per la revista Ogoniok el 1927. Altres escriptors que participaren en la seva redacció foren: Aleksandr Grin, Leonid Leónov, Isaak Bàbel, Aleksei Nóvikov-Priboi, Aleksei Nikolàievitx Tolstoi, Mikhaïl Zósxenko, Vera Ínber, Lev Nikulin i Borís Lavreniov. La novel·la no sortirà publicada com a llibre fins al 2009, amb el prefaci de Dmitri Bíkov.
En aquella època, va escriure dues de les seves millors novel·les: Ciutats i anys (rus: Города и годы, Gorodà i godi), que reflecteix la seva vida a Alemanya durant la Primera Guerra Mundial i les seves experiències durant la Guerra Civil Russa, i Els germans (rus: Братья, Bràtia), que descriu Rússia en el temps de la revolució. Les dues novel·les reflexionen sobre el destí de la intel·liguèntsia i van ser acollides amb entusiasme pels lectors soviètics i estrangers (de 1926 a 1929 es van publicar les novel·les en traduccions a l'alemany, el polonès, el txec, el castellà i el francès). Stefan Zweig escriu a Fedin sobre "Els germans" el 10 de desembre de 1928:
| « | Teniu allò que és tan incomprensible per a la majoria dels artistes russos (i de la qual cosa, malauradament, n'estic completament privat) amb una magnífica capacitat de representar, d'una banda, una excel·lent capacitat per representar, d'una banda, allò popular, simple, humà, i alhora crear figures artístiques exquisides, revelar conflictes espirituals en tota les seva manifestacions metafísiques. | » |

Després de patir una tuberculosi pulmonar severa, del setembre de 1931 al novembre de 1932, Fedin és tractat a Davos (Suïssa) i després a Sankt Blasien (Alemanya). El 1933–1934, com a membre del comitè organitzador, Fedin participa en la preparació del Primer Congrés d'Escriptors Soviètics. Fins al 1937, Fedin va continuar vivint a Leningrad (Liteini Prospekt, 33) i després es va traslladar a Moscou. El 1933–1935, va treballar en la novel·la L'abducció d'Europa (rus: Похищение Европы, Pokhisxénie Ievropi), la primera novel·la política de la literatura soviètica. La novel·la Sanatori "Arktur" (rus: Санаторий „Арктур“; 1940), escrita sobre les impressions de l'estada al sanatori de pacients amb tuberculosi a Davos, es fa ressò temàticament de La muntanya màgica de Thomas Mann. La recuperació de l'heroi, un ciutadà soviètic trasplantat a Occident sota el jou de l'opressiva crisi econòmica d'Occident, abans de l'arribada al poder dels nazis, simbolitza els suposats avantatges del sistema soviètic.
Durant la Gran Guerra Patriòtica, des d'octubre de 1941 fins a gener de 1943, ell i la seva família visqueren com a evacuats a la ciutat de Txístopol. Des de novembre de 1945 fins a febrer de 1946, va ser corresponsal especial del diari Izvéstia als processos de Nuremberg. Durant els anys de la guerra, va escriure tres sèries d'assaigs sobre impressions de viatges al front i a les àrees alliberades, així com el llibre de memòries Gorki entre nosaltres (rus: Горький среди нас, Gorki sredí nas), sobre la vida literària de Petrograd a principis dels anys vint, sobre el grup "Germans Serapion" i el paper que va jugar Gorki en el destí dels escriptors novells. El llibre va ser sotmès repetidament a severes crítiques oficials per una suposada distorsió de la imatge de Gorki i va ser publicat íntegrament només el 1967. Kornei Txukovski va escriure sobre aquest llibre:
| « | En una paraula, no importa com el miris, no importa de quin costat t'hi apropis, aquest és el llibre culminant de totes les memòries modernes. Un llibre clàssic. I estic content que hagi sigut alliberat de les mutilacions anteriors. | » |

Des del 1943 va estar treballant en la trilogia Primeres alegries (rus: Первые радости, Pérvie ràdosti; 1943–1945), Un estiu inusual (rus: Необыкновенное лето, Neobiknovénnoie leto; 1945–1948), La foguera (rus: Костёр, Kostior; començat el 1949; el segon llibre es va quedar sense acabar). El 1957 es va publicar la col·lecció Escriptor, art, temps (rus: Писатель, искусство, время, Pissàtel, iskusstvo, vrémia; 1957), que incloïa articles periodístics sobre la feina d'escriptor i assaigs sobre escriptors clàssics i contemporanis. Tingué molt bona acollida, en especial per Borís Pasternak.
De 1947 a 1955, Fedin fou el cap de la secció de prosa, i després el president de la junta directiva (1955-1959) de la sucursal de Moscou de la Unió d'Escriptors Soviètics. Primer secretari (1959-1971) i president de la junta directiva (1971-1977) de la Unió d'Escriptors Soviètics.
El 1958, Fedin va ser elegit acadèmic de l'Acadèmia de Ciències de l'URSS al Departament de Literatura i Llengua. El 1968 va ser nominat al Premi Nobel de Literatura, però l'Acadèmia Sueca, en considerar que el principal mèrit literari de l'escriptor "és massa lluny en el temps", no va considerar seriosament la seva candidatura.
Fedin va morir el 15 de juliol de 1977 i va ser enterrat a Moscou, al cementiri de Novodévitxi.

## Crítica
En el període anterior a la Gran Guerra Patriòtica, Fedin va mantenir una posició social activa, va reclamar reiteradament el dret de l'escriptor a la llibertat de creativitat, i va defensar les tradicions de la gran literatura russa. No obstant això, en la postguerra, quan va ocupar els càrrecs del "cap de la literatura soviètica", la seva posició sobre els aspects més sensibles de la vida literària del país es tornà cada vegada més passiva, i finalment coincidí totalment amb la línia del partit i del govern. Fedin no va defensar Borís Pasternak, amb qui havia estat amics des de fa 20 anys. Però la seva absència en el funeral de Pasternak no es va deure a la covardia, sinó a una malaltia greu, que va coincidir amb la mort del poeta. Es manifestà en contra de la publicació de la novel·la El pavelló del càncer d'Aleksandr Soljenitsin, tot i que anteriorment havia donat la benvinguda a la publicació d'Un dia d'Ivan Deníssovitx a la revista Novi Mir. També va signar la carta d'un grup d'escriptors soviètics a la redacció del diari Pravda el 31 d'agost de 1973, sobre "les accions i manifestacions antisoviètiques" d'Aleksandr Soljenitsin i Andrei Sàkharov.

## Galeria d'imatges
|                                  |                                                     |                                                                                  |
| Monument a K. A. Fedin a Saràtov | Tomba de Fedin al cementiri de Novodévitxi a Moscou | Segell original commemoratiu del centenari del naixement de Fedin. Rússia, 1992. |